# HD 4313
HD 4313 — звезда в созвездии Рыб на расстоянии около 447 световых лет от нас. Вокруг звезды обращается, как минимум, одна планета.

## Характеристики
HD 4313 относится к классу жёлтых субгигантов — бывших звёзд главной последовательности, в ядре которых прекратился синтез гелия из водорода. Её масса и диаметр превышают солнечные в 1,72 и 4,9 соответственно. HD 4313 ярче, чем Солнце в 14,1 раз, при этом температура её поверхности составляет всего 5035 кельвинов. Возраст звезды оценивается приблизительно в 2 миллиарда лет.

## Планетная система
В 2010 году командой астрономов из обсерватории Кек было объявлено об открытии планеты HD 4313 b в системе. Это газовый гигант, превосходящий по массе Юпитер более, чем вдвое. HD 4313 b обращается на расстоянии 1,19 а. е. от родительской звезды, совершая полный оборот за 356 суток. Открытие было совершено методом Доплера.